# Juan Abelardo Mata Guevara
Juan Abelardo Mata Guevara SBD (Managua, 23 de junio de 1946) es un sacerdote salesiano y obispo nicaragüense que se desempeña como Obispo Emérito de Estelí.

## Biografía

### Primeros años y formación
Nació en Managua, el 23 de junio de 1946. 
Realizó sus estudios religiosos en el aspirantado de los salesianos de San Salvador. 
Durante el año de 1965 ingresó oficialmente al noviciado de la congregación salesiana, su profesión de votos religiosos los hizo en el año siguiente.
Terminó los estudios teológicos en el Instituto Teológico Salesiano de Guatemala (1973). 
Fue ordenado sacerdote el 15 de agosto de 1976. 
Hizo estudios bíblicos en el Pontificio Instituto Bíblico de Roma. 

### Episcopado
Fue nombrado Obispo de la Diócesis de Estelí el 13 de febrero de 1988 y consagrado como tal el 16 de marzo del mismo año en la Arquidiócesis de Managua.

### Intervenciones con la política
Desde su cargo como Obispo de la Diócesis y Secretario General de la Conferencia Episcopal de Nicaragua, ha intervenido en la política de Nicaragua. actualmente se le vincula de ofrecer ayuda a grupos de oposición del gobierno Sandinista, por lo que hasta la fecha es fuertemente repudiado por militantes pertenecientes al partido FSLN donde en ocasiones llegaron a tirotearle el vehículo en que viajaba.

Mensaje a los Jóvenes Diálogo 2018.
Y ustedes jóvenes, así como sienten amor a su patria también doblen rodillas para recibir la luz del Espíritu, y actúen según la voluntad del Espíritu 
(Mons. Juan Abelardo Mata SDB)

El supuesto "golpe de estado" fallido generó un gran descontento en el presidente Daniel Ortega, por lo que en uno de sus discursos por el restablecimiento de la paz exclamó palabras de dudosa veracidad dichas por el obispo: 

“Uno de los obispos nos llegó a decir que el Frente Sandinista estaba acabado, que no tenía gente, que estaba liquidado, no vamos a irrespetar a los obispos. Les pedimos que rectifiquen y no estén levantando a estas sectas satánicas golpistas, asesinas”.
Daniel Ortega, Acto del 39 Aniversario del Triunfo de la Revolución Popular Sandinista   

Los obispos pertenecientes de la Conferencia Episcopal Nicaragüense encabezados por el cardenal, que estaban en carácter de mediadores en el Diálogo Nacional, llegaron hasta la Casa de los Pueblos para leerle “la cartilla”, mostrando la estrategia del supuesto "Golpe de Estado".

## Ley 779
El Obispo de la Diócesis de Estelí, Monseñor Juan Abelardo Mata ha vuelto a la carga en sus severas críticas a la Ley 779 de Violencia contra la Mujer, alegando que divide a las familias y que su aplicación está saliéndose de las manos cuando las mujeres quieren un arreglo con el marido, generando agrias reacciones.
El religioso reaccionó a la canción que le compusieron las mujeres feministas luego que el calificara la ley 779 como el nuevo número apocalíptico de las bestia.
"Yo solo respondo a aquel dicho norteño: macho que respinga, chimadura tiene, si han reaccionado asi quiere decir que tocamos un tema de vital importancia." Manifestó el obispo.
El Magistrado Presidente del Tribunal de Apelaciones de Managua, Gerardo Rodríguez se pronunció contra los "heraldos negros" que califican a la Ley 779 como el demonio, afirmando que provienen "de una institución machista por antonomasia y que no abona en la educación a favor de la mujer".
Rodrigues incluso afirmó que la iglesia católica siempre ha sido machista, e insistió en que a quien se debe tutelar y proteger es a las mujeres porque así lo demuestran las estadísticas de violencia, maltrato y feminicidios, tras admitir que esto ocurre por una cultura machista en donde el hombre siempre ha sido dominante.

## Renuncia
El 23 de junio de 2021 presenta su renuncia como obispo de Estelí, por alcanzar la edad de 75 años a como lo dispone el código de derecho canónico en el canon 401. 
El 6 de julio de 2021 el papa Francisco acepta la renuncia quedando la diócesis en sede vacante y designa a Rolando Álvarez Lagos, obispo de Matagalpa, como Administrador Apostólico de Estelí.

### Cargos desempeñados
- Obispo Auxiliar de Managua.(1988)[6]
- Obispo Titular de Coeliana.(1988)[6][7]
- Obispo de la Diócesis de Estelí.(1990)[6]
- Secretario General de la Conferencia Episcopal de Nicaragua.(1999-2002)[8]
- Vice-presidente de la Conferencia Episcopal de Nicaragua. (2011)[9]
- Secretario General de la Conferencia Episcopal de Nicaragua (2018 a la Actualidad)

### Sucesión
| Predecesor: Rubén López Ardón | Obispo de la Diócesis de Estelí 1990 - Actualidad | Sucesor: - |